# Comuna Obrejița, Vrancea
Obrejița este o comună în județul Vrancea, Muntenia, România, formată numai din satul de reședință cu același nume.

## Așezare
Comuna se află în extremitatea sudică a județului, la limita cu județul Buzău, pe malurile râului Slimnic, aproape de orașul Râmnicu Sărat. Este străbătut de șoseaua națională DN2, care leagă Focșaniul de Buzău. La Obrejița, acest drum se intersectează cu șoseaua județeană DJ202E, care o leagă spre nord-vest de Tâmboești și Bordești și spre est de Sihlea și mai departe în județul Buzău de Râmnicelu.

## Demografie
Componența etnică a comunei Obrejița
     Români (92,75%)
     Romi (2,66%)
     Alte etnii (0,19%)
     Necunoscută (4,4%)
Componența confesională a comunei Obrejița
     Ortodocși (94,43%)
     Alte religii (0,52%)
     Necunoscută (5,05%)
Conform recensământului efectuat în 2021, populația comunei Obrejița se ridică la 1.544 de locuitori, în scădere față de recensământul anterior din 2011, când fuseseră înregistrați 1.583 de locuitori. Majoritatea locuitorilor sunt români (92,75%), cu o minoritate de romi (2,66%), iar pentru 4,4% nu se cunoaște apartenența etnică. Din punct de vedere confesional, majoritatea locuitorilor sunt ortodocși (94,43%), iar pentru 5,05% nu se cunoaște apartenența confesională.

## Politică și administrație
Comuna Obrejița este administrată de un primar și un consiliu local compus din 11 consilieri. Primarul, Adrian Anița-Enache[*], de la Partidul Național Liberal, este în funcție din 1 noiembrie 2024. Începând cu alegerile locale din 2024, consiliul local are următoarea componență pe partide politice:
|  | Partid                          | Consilieri | Componența Consiliului | Componența Consiliului | Componența Consiliului | Componența Consiliului | Componența Consiliului | Componența Consiliului |
|  | ------------------------------- | ---------- | ---------------------- | ---------------------- | ---------------------- | ---------------------- | ---------------------- | ---------------------- |
|  | Partidul Național Liberal       | 6          |                        |                        |                        |                        |                        |                        |
|  | Partidul Social Democrat        | 4          |                        |                        |                        |                        |                        |                        |
|  | Alianța pentru Unirea Românilor | 1          |                        |                        |                        |                        |                        |                        |

## Istorie
La sfârșitul secolului al XIX-lea și începutul secolului al XX-lea, comuna Obrejița nu exista, satul Obrejița făcând parte din comuna Slobozia, plasa Marginea de Sus, județul Râmnicu Sărat. Ea a fost înființată în 1931, având atunci în compunere satele Obrejița și Slimnic.
În 1950, a trecut în administrarea raionului Râmnicu Sărat din regiunea Buzău și apoi (după 1952) din regiunea Ploiești, fiind la un moment dat desființată și inclusă în comuna Tâmboești, înainte ca aceasta să fie transferată în 1968 la județul Vrancea. Comuna Obrejița a fost reînființată în 2004 în forma actuală (satul Slimnic rămânând, de această dată, la comuna Tâmboești).

## Monumente istorice
Singurul obiectiv din comuna Obrejița inclus în lista monumentelor istorice din județul Vrancea ca monument de interes local este monumentul eroilor din Primul Război Mondial aflat în incinta bisericii. Clasificat ca monument memorial sau funerar, acesta a fost ridicat în 1938.

## Obiective turistice
În comună nu există obiective turistice, însă comuna se află la o distanță de circa 5 km de Mănăstirea Rogozu, situată în comuna vecină Slobozia Bradului și la o distanță de 8 km de Mănăstirea Podul Bulgarului, din comuna buzoiană, Podgoria.